# Клименко, Ксения Анатольевна
Ксе́ния Анато́льевна Климе́нко (род. 1 ноября 2003) — российская спортивная гимнастка. Кандидат в мастера спорта России по спортивной гимнастике. По состоянию на 2019 год входит в основной состав сборной команды России по этому виду спорта.

## Биография

### 2017
На юниорском первенстве России 2017 года завоевала золото в личном многоборье, на брусьях и на бревне, бронзу в вольных упражнениях, в опорном прыжке была 5-й.
Потом выступила на Европейском юношеском Олимпийском фестивале в Дьере (Венгрия), вернувшись с четырьмя золотыми медалями и одной серебряной: команда России завоевала золото в командном многоборье, а лично Клименко золото в личном многоборье, на бревне и в вольных упражнениях и серебро на брусьях.

### 2018

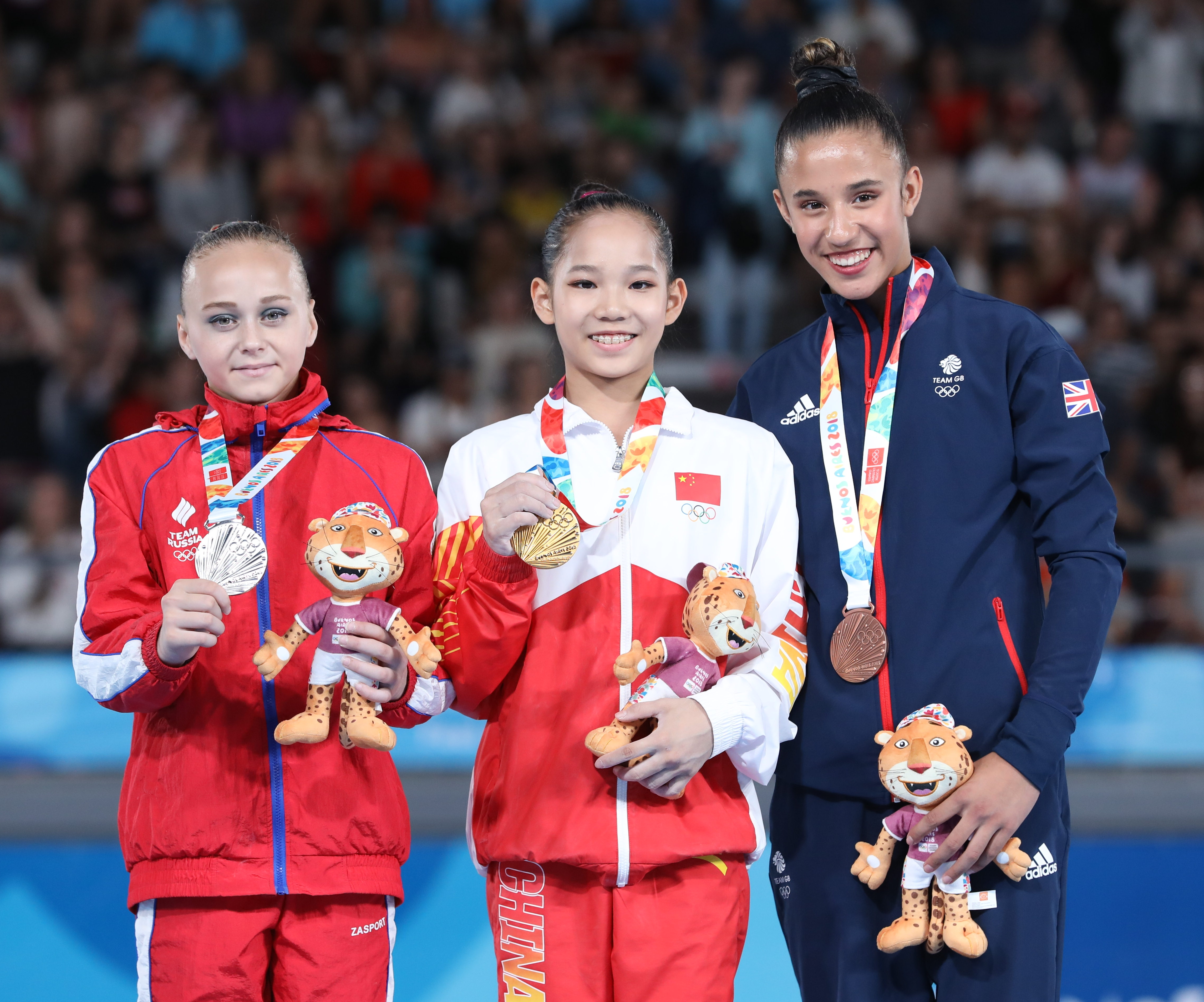
Призёры соревнований Юношеской Олимпиады 2018 года в упражнении на бревне (Клименко — слева)

На проходившем в Челябинске юниорском первенстве России 2018 года завоевала золото в личном многоборье и серебро на брусьях, а также была 4-й на бревне и в вольных упражнениях.
Была включена в состав команды России на юношеские Олимпийские игры, где Россия завоевала серебро в командном многоборье, а лично Клименко золото на брусьях и серебро на бревне, а также была 5-й в личном многоборье и 7-й в вольных упражнениях.

### 2019
В марте 2019 года в составе сборной России (Александра Щеколдина, Ангелина Мельникова, Дарья Белоусова, Ангелина Симакова и Ксения Клименко) завоевала командное серебро на Командном кубке вызова (англ. Team Challenge Cup) в Штутгарте.
В апреле вместе с Никитой Игнатьевым представила Россию в Токио на этапе Кубка мира по спортивной гимнастике в многоборье и заняла 8-е место.